# Joe Hockey
Joseph Benedict "Joe" Hockey, né le 2 août 1965, à Sydney, est un homme politique australien.

## Carrière politique
Il devient le Ministre des Finances de l'Australie le 18 septembre 2013 sous le gouvernement Abbott. Hockey prononce son premier budget fédéral le 13 mai 2014.